# Primera División de Macedonia del Norte 2025-26
La Primera Liga de Macedonia 2025-26 es la 34.ª temporada de la Primera Liga de Fútbol de Macedonia, la liga de fútbol más alta de Macedonia del Norte. 
Shkëndija es el campeón defensor, habiendo ganado su quinto título en la temporada pasada.

## Formato
Los 12 equipos participantes jugaràn entre sí todos contra todos tres veces totalizando 33 partidos cada uno, al término de la jornada 33 el primer clasificado se corona campeón y obtiene un cupo para la Primera ronda de la Liga de Campeones 2026-27, mientras que el segundo y tercero consiguen un cupo para la Primera ronda de la Liga Conferencia 2026-27; por otro lado los dos últimos clasificados descenderán a la Segunda División 2026-27 y el clasificado en 10ª posición jugará unos play-off de descenso.
Un tercer cupo para la Primera ronda de la Liga Conferencia 2026-27 será asignado al campeón de la Copa de Macedonia.

## Ascensos y descensos
| Pos. | de la Primera División de Macedonia 2024-25 |
| ---- | ------------------------------------------- |
| 10.º | Besa Dobërdoll                              |
| 11.º | Gostivar                                    |
| 12.° | Voska Sport                                 |

| Pos. | de la Segunda Liga de Macedonia 2024-25 |
| ---- | --------------------------------------- |
| 1.º  | Makedonija GP                           |
| 2.º  | Arsimi                                  |
| 3.°  | Bashkimi                                |

## Equipos participantes
| Equipo           | Ciudad    | Estadio                   | Capacidad |
| ---------------- | --------- | ------------------------- | --------- |
| Akademija Pandev | Strumica  | Stadion Blagoj Istatov    | 9.200     |
| Arsimi           | Gostivar  | Stadium Chegrane          | 1.000     |
| Bashkimi         | Kumanovo  | Milano Arena              | 3.500     |
| Makedonija GP    | Skopie    | Estadio Ǵorče Petrov      | 3.000     |
| Rabotnički       | Skopie    | Toše Proeski Arena        | 33.011    |
| Shkëndija        | Tetovo    | Ecolog Arena              | 15.000    |
| Shkupi           | Skopie    | Čair Stadium              | 6.000     |
| Sileks Kratovo   | Kratovo   | Gradski Stadion Kratovo   | 6.000     |
| Struga           | Struga    | Gradska Plaža Stadium     | 2.500     |
| Tikvesh          | Kavadarci | Gradski Stadion Kavadarci | 7.500     |
| Vardar           | Skopie    | Toše Proeski Arena        | 33.011    |
| Voska Sport      | Ohrid     | SRC Biljanini Izvori      | 4.500     |

## Tabla de posiciones
| Pos. | Equipo            | Pts. | PJ | G | E | P | GF | GC | Dif. | Clasificación 2026-27                                       |
| ---- | ----------------- | ---- | -- | - | - | - | -- | -- | ---- | ----------------------------------------------------------- |
| 1    | Sileks Kratovo    | 6    | 2  | 2 | 0 | 0 | 8  | 0  | +8   | Primera fase clasificatoria de la Liga de Campeones 2026-27 |
| 2    | Shkëndija         | 6    | 2  | 2 | 0 | 0 | 8  | 2  | +6   | Primera fase clasificatoria de la Liga Conferencia 2026-27  |
| 3    | Vardar            | 6    | 2  | 2 | 0 | 0 | 6  | 2  | +4   | Primera fase clasificatoria de la Liga Conferencia 2026-27  |
| 4    | Struga            | 6    | 2  | 2 | 0 | 0 | 4  | 1  | +3   |                                                             |
| 5    | Bashkimi Kumanovo | 4    | 2  | 1 | 1 | 0 | 3  | 1  | +2   |                                                             |
| 6    | Pelister          | 3    | 2  | 1 | 0 | 1 | 3  | 5  | −2   |                                                             |
| 7    | Arsimi            | 1    | 2  | 0 | 1 | 1 | 2  | 3  | −1   |                                                             |
| 8    | Tikvesh           | 1    | 2  | 0 | 1 | 1 | 1  | 2  | −1   |                                                             |
| 9    | Rabotnički        | 1    | 2  | 0 | 1 | 1 | 0  | 2  | −2   |                                                             |
| 10   | Makedonija GP     | 0    | 2  | 0 | 0 | 2 | 1  | 5  | −4   | Promoción de descenso                                       |
| 11   | Akademija Pandev  | 0    | 2  | 0 | 0 | 2 | 1  | 7  | −6   | Descenso a Segunda Liga de Macedonia 2026-27                |
| 12   | Shkupi            | 0    | 2  | 0 | 0 | 2 | 1  | 8  | −7   | Descenso a Segunda Liga de Macedonia 2026-27                |

Actualizado a los partidos jugados el 18 de agosto de 2025.
 Fuente: Soccerway
Criterios de clasificación: Puntos · Puntos directos · Diferencia de gol directa · Goles directos · Diferencia de gol · Goles marcados · Play-off. (Nota: El criterio 7 solo se usan si no deciden al campeón, competiciones UEFA o descenso).

## Resultados
Los clubes juegan entre sí en tres ocasiones para un total de 33 partidos cada uno.
| Local \ Visitante | AKA | ARS | BKM | MKG | PEL | RAB | SKE | SKU | SIL | STR | TIK | VAR |
| ----------------- | --- | --- | --- | --- | --- | --- | --- | --- | --- | --- | --- | --- |
| Akademija Pandev  | —   |     |     |     | 1–2 |     |     |     |     |     |     |     |
| Arsimi            |     | —   | 1–1 |     |     |     |     |     |     | 1–2 |     |     |
| Bashkimi Kumanovo |     |     | —   |     |     |     |     |     |     |     |     |     |
| Makedonija GP     |     |     |     | —   |     |     | 1–3 |     |     |     |     |     |
| Pelister          |     |     |     |     | —   |     |     |     |     |     |     | a   |
| Rabotnički        |     |     | 0–2 |     |     | —   |     |     |     |     |     |     |
| Shkëndija         |     |     |     |     |     |     | —   | 5–1 |     |     |     |     |
| Shkupi            |     |     |     |     |     |     |     | —   | 0–3 |     |     |     |
| Sileks Kratovo    | 5–0 |     |     |     |     |     |     |     | —   |     |     |     |
| Struga            |     |     |     | 2–0 |     |     |     |     |     | —   |     |     |
| Tikvesh           |     |     |     |     |     | 0–0 |     |     |     |     | —   | 1–2 |
| Vardar            |     |     |     |     | 4–1 |     |     |     |     |     |     | —   |

| Local \ Visitante | AKA | ARS | BKM | MKG | PEL | RAB | SKE | SKU | SIL | STR | TIK | VAR |
| ----------------- | --- | --- | --- | --- | --- | --- | --- | --- | --- | --- | --- | --- |
| Akademija Pandev  | —   |     |     |     |     |     |     |     |     |     |     |     |
| Arsimi            |     | —   |     |     |     |     |     |     |     |     |     |     |
| Bashkimi Kumanovo |     |     | —   |     |     |     |     |     |     |     |     |     |
| Makedonija GP     |     |     |     | —   |     |     |     |     |     |     |     |     |
| Pelister          |     |     |     |     | —   |     |     |     |     |     |     | a   |
| Rabotnički        |     |     |     |     |     | —   |     |     |     |     |     |     |
| Shkëndija         |     |     |     |     |     |     | —   |     |     |     |     |     |
| Shkupi            |     |     |     |     |     |     |     | —   |     |     |     |     |
| Sileks Kratovo    |     |     |     |     |     |     |     |     | —   |     |     |     |
| Struga            |     |     |     |     |     |     |     |     |     | —   |     |     |
| Tikvesh           |     |     |     |     |     |     |     |     |     |     | —   |     |
| Vardar            |     |     |     |     | a   |     |     |     |     |     |     | —   |